# Cremopalpus
Cremopalpus is een geslacht van vlinders van de familie visstaartjes (Nolidae).

## Soorten
- C. inquirendus Strand, 1909